# Glossolalia

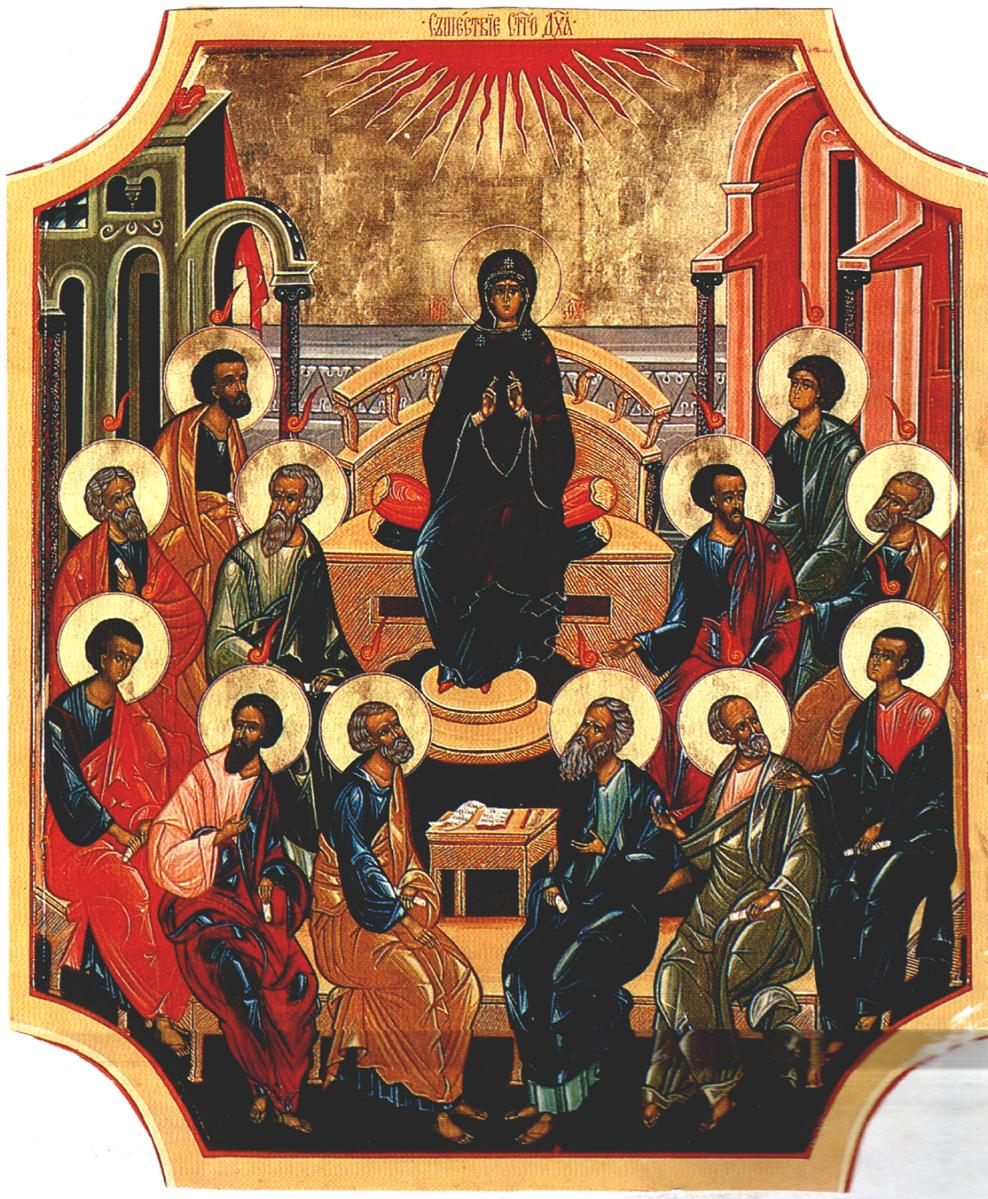
Icona che illustra i la Madonna insieme agli apostoli pieni di Spirito Santo, indicato da lingue di fuoco sopra le loro teste.

La glossolalia, dal greco γλώσσα (glossa), lingua e λαλέω (laléo), parlare, indica il "parlare in altre lingue"; più precisamente, per glossolalia s'intende: la pronuncia di ciò che può essere o una lingua esistente ma ignota a chi parla (xenoglossia o xenolalia), o le parole di un linguaggio mistico sconosciuto, o semplici vocalizzi e sillabe senza senso; a volte appare come parte di un rito religioso.
Ad esempio nel Cristianesimo, il "parlare in varie lingue", o polilalia (termine che in seguito ha assunto il significato di eccessivo parlare), è considerato un dono di Dio per mezzo dello Spirito Santo: come descritto negli Atti degli Apostoli, nella Lettera ai Romani e nella Prima lettera ai Corinzi, è uno dei santi doni dello Spirito dati da Dio ai fedeli, con significative variazioni dal giorno di Pentecoste a oggi. La glossolalia è anche incorporata in altre fedi religiose come componente dell'adorazione.

## Contesto e termini
I Dal punto di vista del contesto cristiano, glossolalia è un termine scorretto, proveniente dal linguaggio della scienza contemporanea (quindi un neologismo) per descrivere una esperienza religiosa di coscienza fenomenologica, nella quale lo stesso linguaggio umano viene rivelato come completamente scollegato dalla parola, e dove le profondità della comunicazione umana sono rivelate come spirituali in un modo che è profondo, trasformante e discordante dalla visione del mondo degli scettici e dei realisti (ovvero i "non credenti" in termini religiosi). Nel contesto di questa esperienza di gruppo, il ministero di Pietro era un messaggio di comprensione e fratellanza, che offriva agli ascoltatori una scelta tra speranza e salvezza o incredulità e disperazione.
Eteroglossia designa una lingua sconosciuta a chi parla, ma nota agli uditori. Propriamente, la glossolalia designa una lingua sconosciuta sia all'oratore che agli uditori. La xenoglossia indica che l'oratore parla nella lingua a lui nota e gli uditori comprendono nelle loro rispettive lingue.

## Punto di vista psicologico
Da un punto di vista psicologico, il primo studio scientifico della glossolalia venne compiuto dallo psicologo svizzero Théodore Flournoy (pubblicò nel 1900 il caso della signora Hélène Smith). Nel 1927, G.B. Cutten pubblicò il libro Speaking with Tongues: Historically and Psychologically Considered, che fu considerato uno standard della letteratura medica per molti anni. Come Emil Kraepelin, psichiatra tedesco, che aveva mostrato nel 1906 l'analogia del linguaggio prodotto durante i sogni e il linguaggio schizofrenico, egli collegò la glossolalia al linguaggio prodotto nella schizofrenia e nella psicosi isterica. Nel 1972, John Kildahl assunse una differente prospettiva psicologica nel suo libro The Psychology of Speaking in Tongues. Egli affermò che la glossolalia non era necessariamente un sintomo di malattia mentale e che i glossolalisti soffrivano di meno per lo stress. Egli osservò comunque che i glossolalisti tendevano ad avere maggior bisogno di figure autoritarie e sembravano avere più crisi nel corso della loro vita. Nicholas Spanos descrisse la glossolalia come un'abilità acquisita, per la quale non è necessaria alcuna trance (Glossolalia as Learned Behavior: An Experimental Demonstration, 1987).

## Glossolalia cristiana

### Lingue nel Nuovo Testamento
Nel Nuovo Testamento, il libro degli Atti degli Apostoli racconta di come "lingue di fuoco" scesero sulle teste degli Apostoli, accompagnate dalla miracolosa capacità di parlare in lingue a loro sconosciute, ma riconoscibili da altre persone presenti come lingue native: 
Il racconto del miracolo di Pentecoste specifica quello che è avvenuto (cioè si trattava di xenoglossia e non, almeno nel complesso, di glossolalia); riferimenti più precisi si hanno nella Prima lettera ai Corinzi, dove l'Apostolo prende posizione verso la glossolalia come era praticata a Corinto. Pur non disapprovandola, e anzi annoverandola tra gli altri "doni dello Spirito" (1º Cor. 12, 1-30) egli ne prende prudentemente le distanze con una velata critica e un ammonimento:
Parlerò a questo popolo in altre lingue

e con labbra di stranieri,

ma neanche così mi ascolteranno,
E conclude con una precisa disposizione:
Sembra che lo stesso fenomeno si manifestasse anche a Cesarea:
e ad Efeso:
In ogni caso si descrive in termini molto simili una comunicazione, stabilita tra coloro "che parlavano in lingue" e gli uditori, secondo modalità il cui supposto agente doveva essere lo Spirito Santo. È notevole, in tutti i casi in cui viene menzionato il "parlare in lingue", l'implicito rivolgersi a "non credenti" o "stranieri", secondo appunto quanto detto dall'Apostolo: «le lingue non sono un segno per i credenti ma per i non credenti».

### Glossolalia cristiana in epoche successive
Fenomeni di glossolalia sono attestati, anche se non vi è certezza al riguardo, in Asia Minore dopo il 155 (con Montano e le sue profetesse).
In Francia, i "profeti camisardi", all'epoca delle dragonnades (inizi del XVIII secolo) hanno forse conosciuto momenti in cui parlavano in lingue.
Nel 1265 il Dottore angelico scrisse riguardo al dono delle lingue nel Nuovo Testamento, che egli intendeva come la capacità di parlare ogni lingua, data per scopi missionari. Spiegò che Cristo, pur essendo Dio onnisciente, non manifestò questo dono, che non aveva in quanto uomo, perché la sua missione era rivolta agli ebrei. Allo stesso modo, "né ognuno dei fedeli parla ora se non in una sola lingua", poiché "nessuno parla nelle lingue di tutte le nazioni, perché la Chiesa stessa parla già le lingue di tutte le nazioni". La glossolalia è quindi un dono raro, che pure i biografi attribuivano al fondatore del suo ordine, san Domenico di Guzmán.
Anche san Bernardo di Chiaravalle spiegò che il parlare in lingue non era più presente perché c'erano miracoli più grandi: le vite trasformate dei credenti.
Santa Caterina da Siena da analfabeta divenne consigliera di principi e papi, imparando da sola a leggere e scrivere in lingua volgare.
Le fonti riferiscono che sant'Ildegarda di Bingen aveva il dono delle visioni, della profezia e che fosse in grado di parlare e scrivere in latino senza aver mai imparato tale lingua.

### Glossolalia cristiana contemporanea
In epoca più recente v'è stato chi ha affermato di avere assistito di persona alla preghiera, alla profezia o al canto in lingue, o di aver sperimentato personalmente il fenomeno. Quest'ultimo ha assunto particolare importanza nel determinare alcuni tratti del movimento pentecostale e del movimento carismatico: la convinzione che i doni degli apostoli continuino a persistere nel mondo moderno forma infatti un punto fondamentale della dottrina pentecostale e carismatica. Alla luce di brani della prima lettera ai Corinzi ( 14, 2.4-5.15) e della lettera ai Romani ( 8, 26), entrambi i movimenti ritengono che la glossolalia sia una forma di preghiera più libera e più ispirata perché generata da una particolare condizione di abbandono all'opera dello Spirito Santo.

Nel 1911 a Kristiania, in Norvegia, si tenne il primo Congresso dei «glossolali», ma è stato soprattutto a partire dalla metà degli anni sessanta che il fenomeno ha fatto presa presso altre denominazioni confessionali.

Alcuni cristiani sostengono che questa glossolalia religiosa comprenda, almeno in alcuni casi, una vera e propria lingua ispirata dallo Spirito Santo: espressioni in una lingua sconosciuta sia a chi la parla sia a chi l'ascolta. L'opinione che la glossolalia sia una manifestazione autentica dello Spirito Santo è tenuta in gran considerazione soprattutto nelle denominazioni Evangeliche e Fondamentaliste conservatrici, ma è presente anche nel Cattolicesimo.
In sintesi, i Cristiani carismatici hanno individuato tre diverse attività che caratterizzano la glossolalia.
- Il "segno delle lingue" si riferisce alla xenoglossia, in cui chi parla comunica in una lingua esistente ma a lui ignota.
- Il "dono delle lingue" si riferisce alla credenza che lo Spirito Santo talvolta comunichi un messaggio in una lingua "mistica" che non può essere immediatamente capita e richiede interpretazione.
- La terza attività, "la preghiera nello spirito", si riferisce al summenzionato caso del "canto in lingue",[12] quando un credente usa la glossolalia come mezzo di preghiera con vocalizzi, lallazioni, sillabazioni o semplici canti(lene), secondo la "via dell'infanzia spirituale" descritta da Teresa di Lisieux e ancor prima dalla Bibbia (in  Romani 8, 26.):

### Angelologia
Secondo s. Tommaso d'Aquino, gli angeli, essendo invisibili e incorporei, sono incapaci di parlare fisicamente. Tuttavia, quando furono creati da Dio, ricevettero la scienza infusa (che non è l'onniscienza), inclusa la conoscenza delle lingue, ad eccezione della conoscenza del futuro che viene talora dispensata dal Creatore a quelli rimasti a Lui fedeli.
Gli angeli possono quindi ispirare nella mente umana la pronuncia, scrittura e comprensione di lingue sconosciute.

## Glossolalia non cristiana
Anche altri gruppi religiosi non cristiani avrebbero praticato delle forme di glossolalia.
Il primo esempio storico è quello dell'Oracolo di Delfi, dove una sacerdotessa del dio Apollo (chiamata Pizia), parlava con suoni strani, ufficialmente perché lo spirito di Apollo parlava in lei; una possibile spiegazione è l'alto livello di gas naturali presenti nelle sorgenti dietro il tempio.
Alcuni testi magici gnostici del periodo romano recano scritte delle lettere senza senso come "t t t t t t t t n n n n n n n n n d d d d d d d..."  ecc. Si ritiene che queste possano essere delle traslitterazioni del tipo di suoni emessi durante la glossolalia.
Nel XIX secolo lo spiritismo si sviluppò in una religione a sé stante, grazie all'opera di Allan Kardec, e il fenomeno fu visto come una delle manifestazioni auto-evidenti degli spiriti. Gli spiritisti sostenevano che alcuni di questi casi erano in realtà casi di xenoglossia (quando si parla in una lingua che non si conosce). Comunque, l'importanza che gli viene attribuita, così come la loro frequenza, sono molto diminuite da allora. Gli spiritisti odierni considerano il fenomeno senza senso, in quanto non trasporta alcun messaggio intelligibile ai presenti.
La glossolalia è stata osservata anche nello sciamanesimo e nella religione Vudù di Haiti; può essere spesso prodotta dall'ingestione di droghe allucinogene o di enteogeni come i funghi psichedelici.
Gli scettici scartano questi casi come semplici episodi di trance, autoipnotismo o estasi. Infatti l'interpretazione dei testi glossolalici è affidata di volta in volta agli adepti del rito in questione che non basano la loro traduzione su regole condivise. Nessun caso di glossolalia ha rivelato a tutt'oggi verità non esprimibili in altre lingue. Da questo dipende lo scetticismo attuale, non solo da parte della scienza, ma anche da parte di tutte le altre religioni diverse da quella del parlante.
In musica moderna contemporanea, alcune cantanti di gruppi della scena dark londinese degli anni '80, appartenenti alla casa discografica 4ad, hanno inciso canzoni in glossolalìa, soprattutto Elizabeth Fraser dei "Cocteau Twins" e Lisa Gerrard dei "Dead Can Dance".
In Teatro Antonin Artaud usava e praticava la glossolalia scritta e parlata per trovarne i presupposti performativi. Nella scena teatrale italiana contemporanea la glossolalia è praticata sporadicamente, fatta eccezione per la Compagnia Teatro Cantiere che la usa nei propri allenamenti, mette in scena spettacoli interamente in glossolalia e organizza laboratori di canti e testi glossolalici.